# Battaglia di Poggio Imperiale
La battaglia di Poggio Imperiale fu lo scontro militare, determinante nell'ambito della Guerra dei Pazzi, avvenuto il 7 settembre 1479 presso la collina di Poggio Imperiale a Poggibonsi (provincia di Siena), dove aveva posto campo il grosso dell'esercito fiorentino e dei suoi alleati. La battaglia, dopo lo scontro iniziale, proseguì anche nei giorni successivi con l'assedio ai vari fortilizi della zona: il Convento di San Francesco (oggi San Lucchese), la Badia di San Michele, Il Bastione (antico fortilizio di Carlo d'Angiò) e la terra murata di Poggibonsi. La vittoria contro i fiorentini e i loro alleati di fatto determinò le sorti del conflitto, il duca di Calabria e i suoi alleati avrebbero potuto marciare facilmente su Firenze, ma stranamente l'esercito papale-aragonese-senese si spostò all'assedio della vicina Colle di Val d'Elsa.
Alla battaglia presero parte i più illustri condottieri dell'epoca, schierati sia tra i fiorentini alleati dei milanesi e veneziani che tra i senesi alleati degli aragonesi e pontifici. La potente diplomazia di Lorenzo il Magnifico fu determinante per far fronte alla sconfitta fiorentina al Poggio Imperiale.

## Storia
A seguito della cosiddetta congiura dei Pazzi del 1478, che portò all'uccisione di Giuliano de' Medici e alla successiva vendetta del fratello Lorenzo il Magnifico, vi fu lo stravolgimento della politica italiana: papa Sisto IV dichiarò guerra a Firenze, alleandosi con il re di Napoli Ferrante I e con le città di Siena, Lucca e Urbino. Dall'altra parte, Firenze chiese aiuto a Venezia e Milano.
All'alba del 7 settembre 1479 Alfonso, duca di Calabria e Federico da Montefeltro assaltarono di sorpresa l'accampamento fiorentino al Poggio Imperiale. Nelle Istorie Fiorentine di Scipione Ammirato, viene riportato che "non succedette mai rotta più vilmente di questa", tanto che in brevissimo tempo venne messo in fuga l'esercito di Firenze. Solo pochi condottieri ebbero il tempo e il coraggio di resistere, ma furono tutti sconfitti e fatti prigionieri: tra questi si ricordano Galeotto I Pico della Mirandola, Giovanni Antonio Scariotto e Niccolò Secco (tra le file veneziane) e Rodolfo Gonzaga e Niccolò da Correggio condottieri del duca di Ferrara. I vincitori presero altresì 150 prigionieri, oltre alle armi e alle vettovaglie del campo. Il comandante Costanzo Sforza riuscì a salvare lo stendardo della repubblica fiorentina, catturando fortunosamente lui stesso il proprio inseguitore, il signore di Piombino.

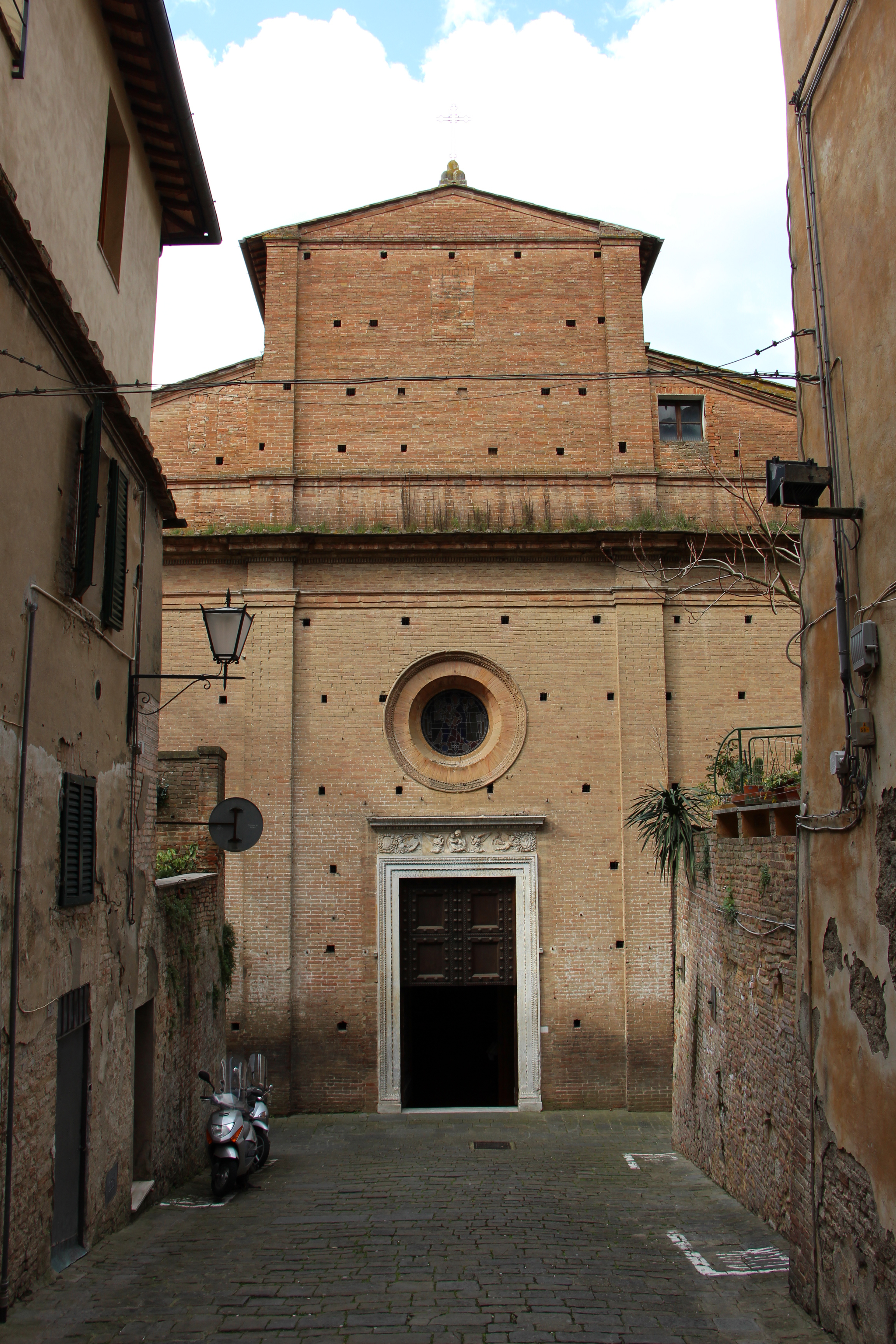
Chiesa di Santa Maria in Portico a Fontegiusta, costruita per celebrare la vittoria dei senesi sui fiorentini nella battaglia di Poggio Imperiale

Per celebrare questa vittoria, Francesco d'Andrea e Giovanni Ghini di Cristofano affrescarono la Vittoria dei senesi sui fiorentini al Poggio Imperiale di Poggibonsi presso la Sala del mappamondo nel Palazzo Pubblico di Siena. Venne altresì edificata la chiesa di Santa Maria in Portico a Fontegiusta.
La vittoria senese a Poggibonsi e poi a Colle Val d'Elsa, spianò la strada dello Stato Pontificio verso Firenze. Tuttavia, durante una tregua durata tre mesi, Lorenzo il Magnifico andò a Napoli alla corte di Ferrante, convincendolo a rompere l'alleanza col papa. In tal modo papa Sisto IV fu costretto a rinunciare alle sue mire di conquista sulla Toscana, offrendo nel 1480 la pace ai fiorentini.